# Gert Hofbauer
Gert Hofbauer (ur. 13 marca 1937 w Knittelfeld, zm. 4 sierpnia 2017 w Marz) – austriacki trębacz i dyrygent.
Gert Hofbauer uczył się gry na trąbce w Grazu w 1958 i na Uniwersytecie Muzyki i Sztuk Dramatycznych w Wiedniu w 1960. Po raz pierwszy wystąpił w Mozarteum w Salzburgu w 1962, a następnie w 1964 w Tonkünstler Orchestra. W trakcie swojej kariery w 1969 studiował dyrygenturę. W 1971 z siedemdziesięcioma pięcioma muzykami założył Wiener Hofburg Orchester, której został kierownikiem i dyrygentem.
Koncerty z utworami Johanna Straussa i Wolfganga Amadeusa Mozarta organizowane są od maja do grudnia w salach pałacu Hofburg w Wiedniu.